# Engelburg (Bad Zurzach)

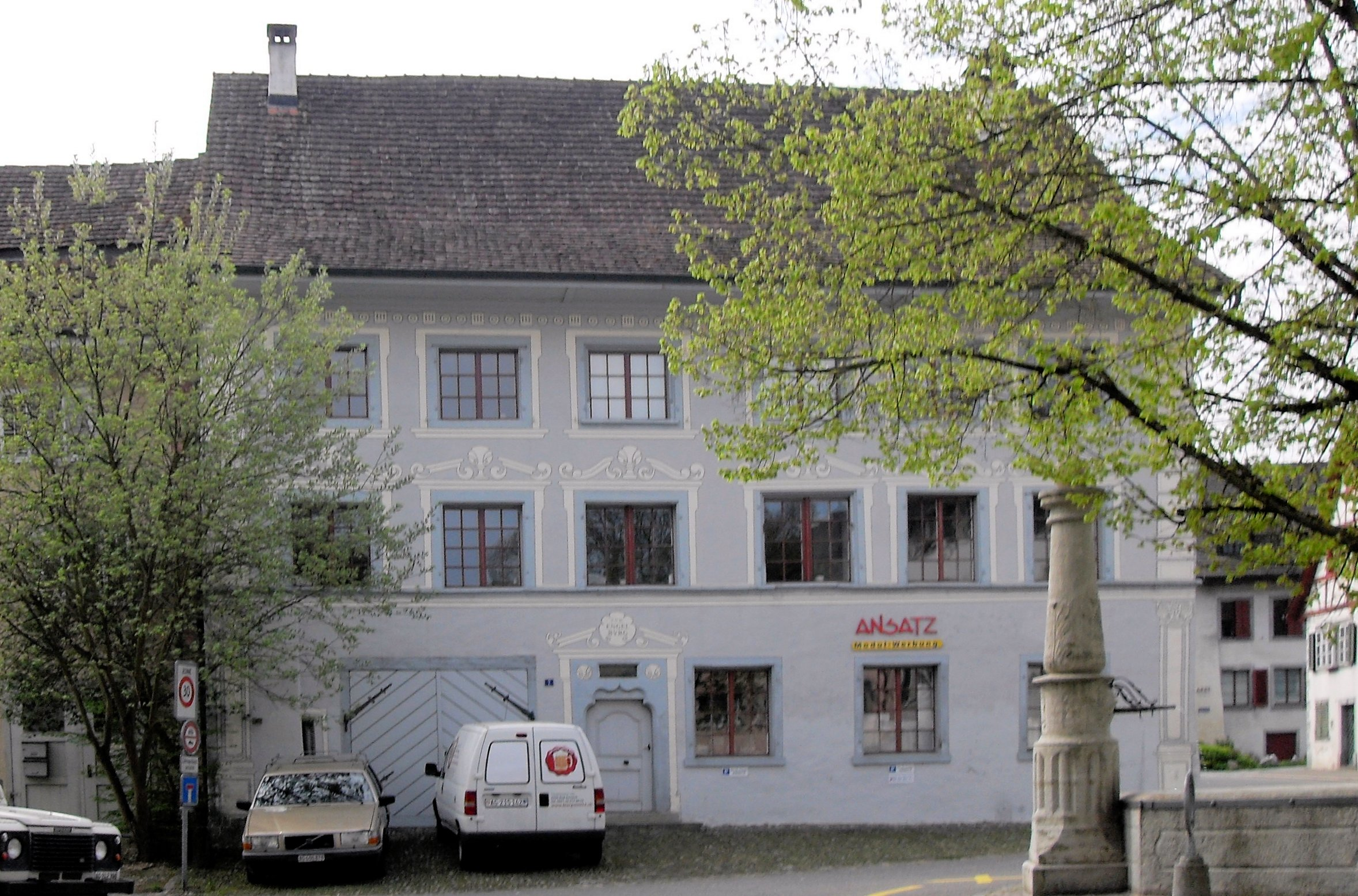
Das Messehaus Engelburg am Sternenplatz mit Sternenbrunnen

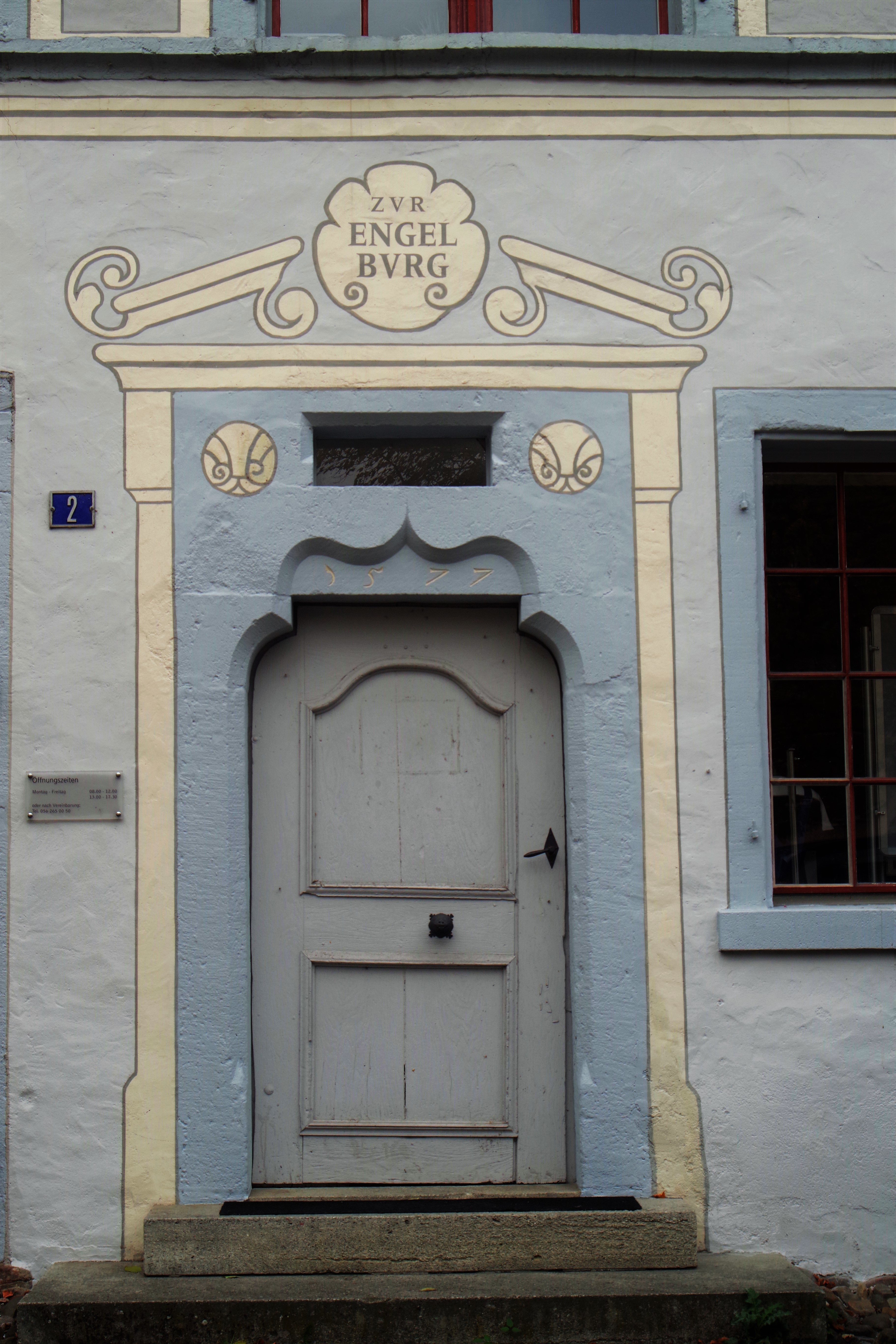
Eingang Engelburg

Die Engelburg in Bad Zurzach ist ein Zurzacher Messehaus der Renaissance mit spätgotischen Elementen, etwa dem Eselsrückenportal, im Oberflecken von Bad Zurzach im Kanton Aargau in der Schweiz.

## Geschichte
Das Haus wurde nach der Inschrift über dem Eingangsportal im Jahr 1577 erbaut. Es verfügt über einen grossen Gewölbekeller, der einst zur Lagerung von Waren zur Zurzacher Messe diente. Es ist ein dreigeschossiger Bruchsteinmauerbau unter geknicktem historischem Dachstuhl mit Biberschwanzdachdeckung, mit Eckpfeilern und hohem Sockelgeschoss und durch ein Kaffgesims von den Obergeschossen getrennt. Die genordete Schaufassade ist mit einer weissen Architekturmalerei geschmückt. Die Südfassade verfügt über eine doppelgeschossige Holzlaube als Treppenaufgang.
Während der Gegenreformation wohl als Wohnung eines Chorherren des Verenastifts erbaut, war es gleichzeitig auch als Messehaus konzipiert. Von 1638 bis 1830 diente das Haus als reformiertes Pfarrhaus, auch die reformierte Schule (Schulkinder = Engel) war hier bis 1825 untergebracht (die «katholische» Schule befand sich in der Propstei). 1812 eröffnete der reformierte Pfarrer Nabholz ein Landschulleherinstitut, das aber bereits 1813 wieder einging. Die konfessionelle Trennung der Schulen wurde 1865 aufgehoben.
In der Neuzeit waren Wohnungen vermietet und es erfolgte eine fachgerechte Aussenrenovation. Nach dem Erwerb durch den Unternehmer Hans Jürg Domenig wurde das Haus umfassend saniert, es befindet sich darin eine Werbefirma, weitere Räumlichkeiten sind vermietet.